# Félix de Chazournes
Félix de Chazournes, né Félix Boisson – devenu Boisson de Chazournes – le 26 décembre 1887 dans le 3e arrondissement de Lyon et mort le 27 décembre 1940 dans le 6e arrondissement de Lyon, est un écrivain français qui a notamment reçu le prix Femina en 1938.

## Biographie
Félix Philippe Étienne Marie Boisson est l'ainé des douze enfants du couple Félix Marie Henri Boisson (1851-1928) et Laure-Jeanne Troubat mariés en 1887 à Lyon. Il travaille tout d'abord dans une maison de commerce en Angleterre. Alors qu'il est envoyé au Maroc, la Première Guerre mondiale survient et il est mobilisé sur place dans les spahis, au 1er régiment de spahis marocains. Envoyé au front, il est ensuite incorporé chez les chasseurs alpins.
Il se marie en 1916 avec Marie-Joséphine Vignat. En 1918, il reprend son travail d'import-export et part en Chine, en Amérique du Sud et aux Antilles. Dans les années 1930, il écrit des romans qui seront publiés aux éditions Gallimard et reçoit le prix Femina en 1938 pour Caroline ou le Départ pour les îles.

## Œuvre
- 1908 : Les Boucles, édition Alphonse Lemerre
- 1935 : Jason - Portait des Tropiques (nouvelle), éditions Gallimard,  (ISBN 2070214028)
- 1938 : Caroline ou le Départ pour les îles, éditions Gallimard,  (ISBN 2070214036) – Prix Femina
- 1939 : Arianwen, nouvelle dans la Revue des Deux Mondes[4]
- 1940 : Agnès ou le Rivage de Bohème, éditions Gallimard,  (ISBN 2070214044)
- 1946 : Ophélia ou l'Anglaise de la colline (posthume)